# برمنسيونية
البرمنسيونية (الاسم العلمي: Prymnesiaceae) هي فصيلة من الأسناخ الصبغية تتبع رتبة البرمنسيونيات من طائفة البذيرات الجيرية.

## أجناس
- البرمنسيون